# Guénéibe
Guénéibe est une commune malienne, située dans le pays de la Bakhounou, l'arrondissement central de Nara, dans le cercle de Nara, et la région de Nara.

## Villages
La commune s'étend sur 18 localités relevées lors du recensement général de 2009. 
Les villages les plus peuplés sont :
- Guéneibé (1 414 habitants) ;
- Akor Tagdaouss (838 habitants) ;
- Dialoubé (708 habitants).